# 切口狸藻
切口狸藻（学名：Utricularia incisa）為狸藻屬似多年生中型浮水食虫植物。其种加词“incisa”来源于拉丁文“incisus”，意为“切开”。切口狸藻唯一的标本来源于古巴（青年岛和比那爾德里奧）。其似乎是当地的特有种。